# Giovanni Antonio Gioiero
Giovanni Antonio Gioiero (* um 1570 in Castaneda; † 16. September 1624 in Castione, heute Arbedo-Castione) war ein Schweizer Politiker, Militär, Landammann und Podestà.

## Biografie
Giovanni Antonio studierte wohl am Collegium Helveticum in Mailand und wurde dann Gerichtsvorsteher (ministrale) im Calancatal von 1606 bis 1620 sowie 1617 Podestà von Morbegno. Im Jahr 1608 ernannte ihn Papst Paul V. zum päpstlichen Ritter. Als Führer der prospanischen katholischen Partei im Misox wurde er 1618 vom Strafgericht in Thusis zum Tode verurteilt. Als Hauptanstifter des Churer Strafgerichts drang er während des Davoser Strafgerichts mit Truppen über den San-Bernardino-Pass, wurde aber zurückgeworfen, opponierte der Wiedereroberung des Veltlins, entführte 1620 den Churer Bürgermeister Meier nach Ilanz, war Gesandter des Oberen Bundes nach Mailand von 1620 bis 1621 und erwirkte das Mailänder Kapitulat. Er drang im April 1621 wieder mit eidgenössichen Truppen unter Wattenwyl talaufwärts gegen den Sankt-Bernhardinpass, wurde aber von Michel Finner und den Bündnischen Truppen zurückgeworfen. Er blieb sein Leben lang ein Anhänger der spanischen Partei.
Er flüchtete nach Castione, wo er an einer Vergiftung starb.